# Gedempte Zuiderdiep

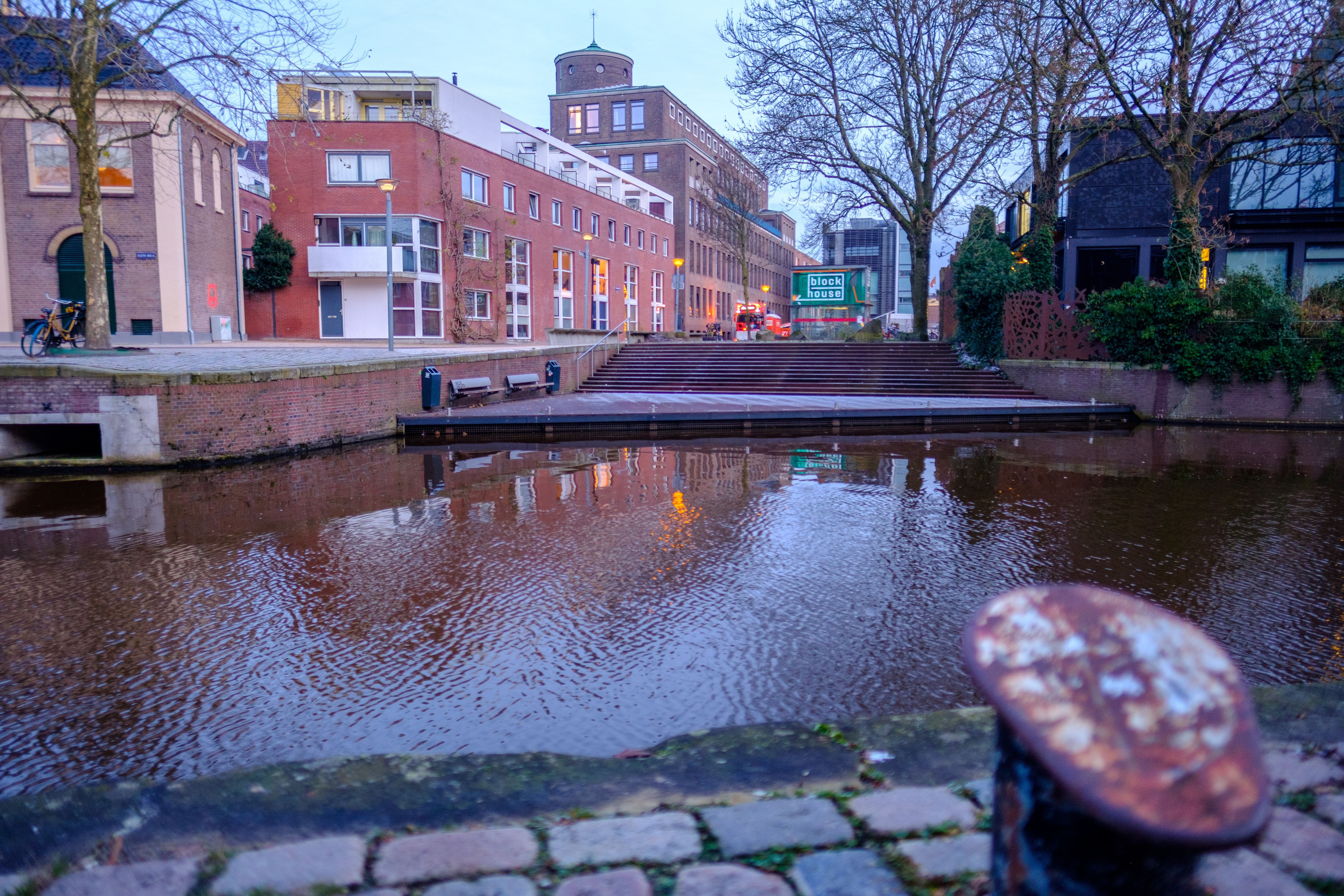
De toegang tot het Zuiderdiep vanaf de Drentsche Aa bij de Reitemakersrijge is alles wat er van het diep resteert.

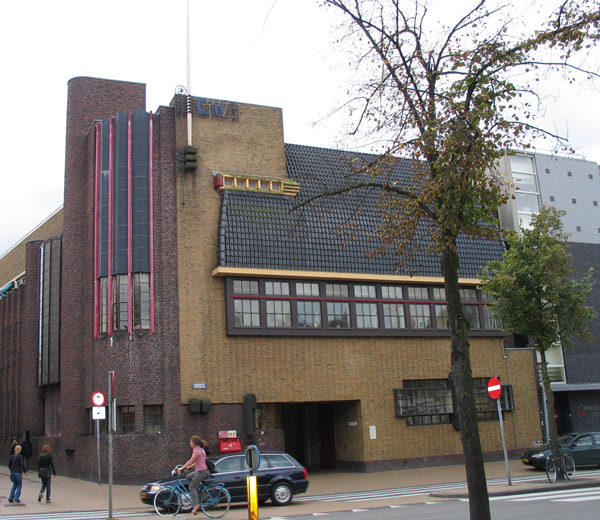
Gedempte Zuiderdiep 96

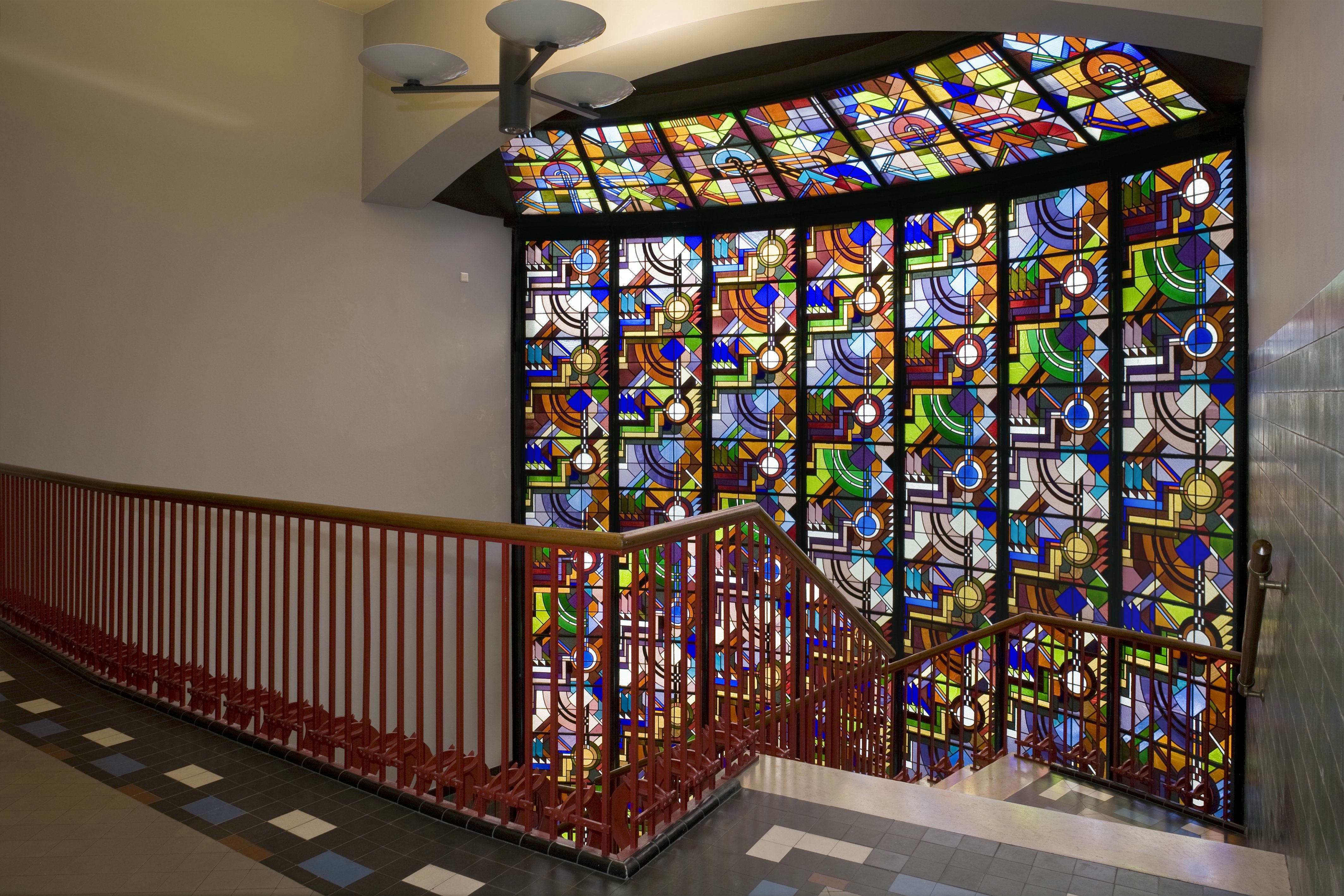
Gebrandschilderd glas in Gedempte Zuiderdiep 96

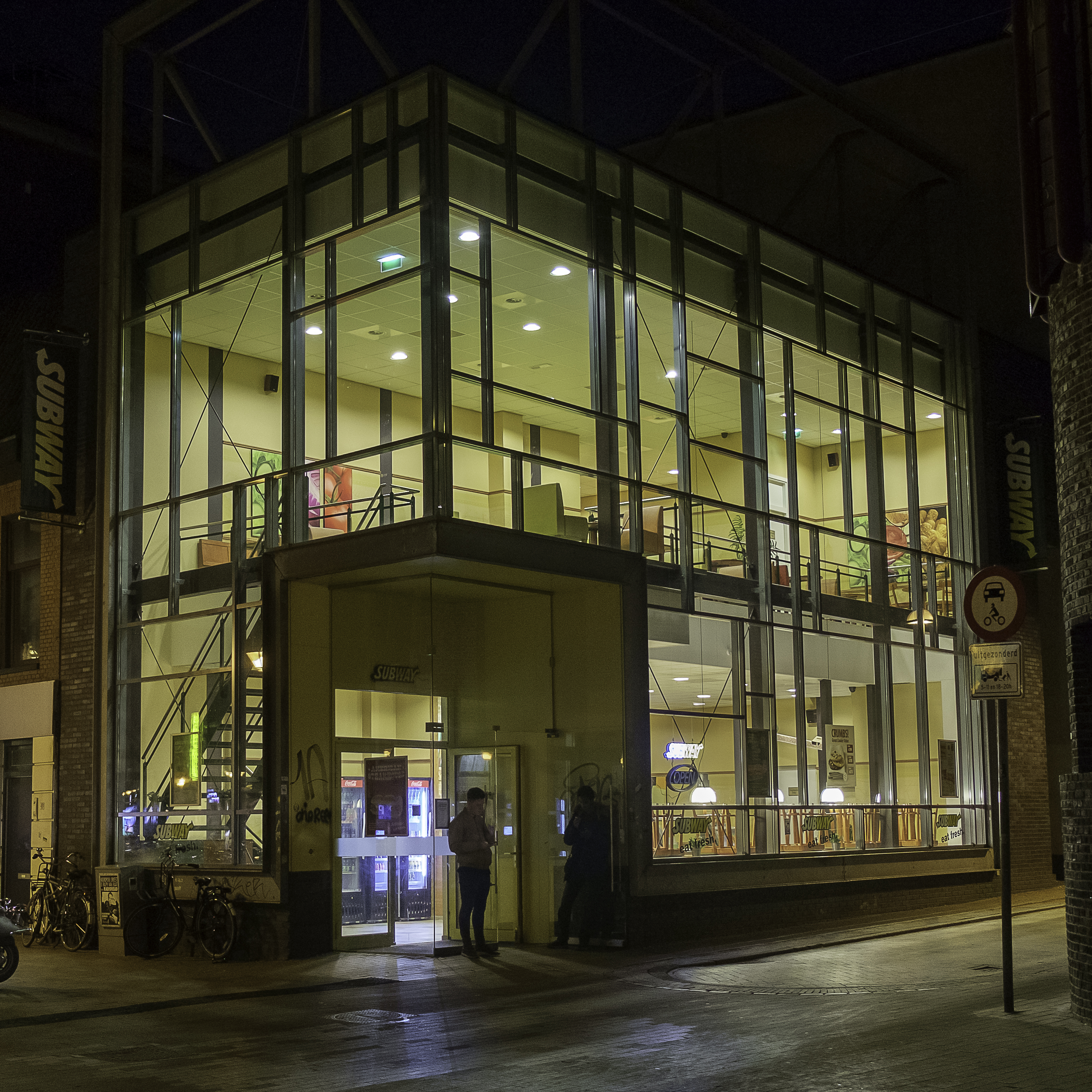
Gedempte Zuiderdiep 90 op de hoek met de Ubbo Emmiusstraat bij avond

Het Gedempte Zuiderdiep (vaak kortweg Zuiderdiep of Gronings Suderdaip) is een straat in Groningen. Oorspronkelijk was het Zuiderdiep het zuidelijke gedeelte van de stadsgrachten van Groningen. 
De oudste gracht is vermoedelijk rond 1265 gegraven en liep toen ook al tot aan het Kattendiep in het oosten. In de 16e eeuw werden beide diepen geleidelijk aan gedempt. In 1612 ontwierp Garwer Peters een nieuwe gracht met de naam 'Kattendiep'. De aanleg startte tussen 1612 en 1614 in aanloop naar de grote stadsuitleg. Het westelijke deel tussen de A (Reitemakersrijge) en de Haddingestraat was toen gereed. Pas in 1637 werd het diep voltooid en kreeg het westelijke deel de naam Zuiderdiep.
Na het graven van het Verbindingskanaal werd het Zuiderdiep in 1880 deels gedempt. Alleen het meest westelijke deel bij de Reitemakersrijge bleef nog tot 1954 bestaan, waarna dit ook werd gedempt.  
De naam Zuiderdiep wordt sindsdien gebruikt voor de straat tussen de Oosterstraat en de Munnekeholm. Het verlengde aan de westzijde staat nu bekend als Reitemakersrijge, aan de oostzijde gaat het Zuiderdiep over in het Gedempte Kattendiep.
Na de demping heeft het Zuiderdiep verschillende functies gehad. Het heeft gediend als marktplein, als busstation voor het streekvervoer (van 1930 tot 1953) en als verkeersader. Sinds de invoering van het Verkeerscirculatieplan Groningen in 1977 is het Zuiderdiep geen doorgaande route meer. Om te voorkomen dat dit in de toekomst toch opnieuw zou kunnen gebeuren, is het nieuwe gebouw van de Academie Minerva toen in opdracht van het stadsbestuur naar voren geplaatst over de rooilijn heen. Dit om zo een eventuele toekomstige doorgaande autoroute voorgoed te kunnen blokkeren.

## Bijzondere panden
Aan het Zuiderdiep stond tot 1993 het hoofdkantoor van het Nieuwsblad van het Noorden. De krant, die later het Dagblad van het Noorden werd, is verhuisd naar het industrieterrein Winschoterdiep. Het jugendstilpand van de krant is bewaard gebleven.
Bijzonder is ook het voormalige kantoor voor de Dienst Gemeentewerken, ontworpen door architect Siebe Jan Bouma (1899-1959) in de stijl van de Amsterdamse School. De dakpartij aan de zijde van het Gedempte Zuiderdiep is zwaar overhellend: de dakpannen zijn bijna verticaal geplaatst. De architect heeft de hoekpartij extra accent gegeven door hier een sterke ronding aan te brengen. De gevel aan de Ubbo Emmiusstraat is bijzonder door de naast elkaar geplaatste ribben met daartussen hoge, smalle ramen. De bouw startte in 1925 en werd in 1928 voltooid.
Ook een bijzonder pand is het Woon- Werkhuis Hoogland en Versteegh dat in 2007 gekozen werd als BNA-gebouw 2007 van Regio Noord.
Aan het Zuiderdiep is ook een bioscoop gevestigd. Deze bioscoop, van Pathé, zit op de plek waar voorheen de brandweerkazerne was gevestigd. Aan het einde van het Zuiderdiep, bij de Munnekeholm, staat het hoofdgebouw van de Academie Minerva.
Vanaf 1871 was aan het Zuiderdiep gevestigd het Woon- en Eethuis voor Allen, een volksgaarkeuken en logement waarvan de afkorting W.E.E.V.A. een begrip werd, zozeer dat de naam Hotel WEEVA voor dit reeds lang als middenklassehotel ingerichte gebouw in gebruik bleef tot 2002.

## Monumenten
Aan het Zuiderdiep staan acht rijksmonumenten. Daarnaast staan er 40 panden die als gemeentelijk monument worden beschermd.
| Adres                       | Bouwjaar         | Beschrijving | Monument  | Foto        |
| --------------------------- | ---------------- | --- | --------- | ----------- |
| Gedempte Zuiderdiep 1       | 19e eeuw (gevel) | Deel van complex Oosterstraat, Burchtstraat, mogelijk is achtermuur (0,5 meter dik) restant oude stadsmuur                                                                                                   | RM 18607  |             |
| Gedempte Zuiderdiep 2       | 17e eeuw         | Bedrijfspand met wonen op de hoek Rademarkt. | GM 102045 |             |
| Gedempte Zuiderdiep 6-10    | 1871-1918        | WEEVA, oorspronkelijk volksgaarkeuken, later hotel | GM 102047 |             |
| Gedempte Zuiderdiep 13      | 19e eeuw (gevel) | Winkelpand met verdieping onder zadeldak. Pand was tegen oude stadsmuur aangebouwd. | GM 102014 |             |
| Gedempte Zuiderdiep 15      |                  | Diep pakhuis onder zadeldak, loopt door tot Burchtstraat. | RM 18739  |             |
| Gedempte Zuiderdiep 17      | 19e eeuw         | Hoekpand onder hoog zadeldak, zesruitsvensters, forse kroonlijst. Pand loopt door naar de Burchtstraat, achterkant waarschijnlijk oudste deel. Voorhuis aan Zuiderdiep waarschijnlijk 19 eeuw, pui uit 1905. | RM 18740  |             |
| Gedempte Zuiderdiep 24      | 1903             | Nieuwsblad van het Noorden | RM 485581 |             |
| Gedempte Zuiderdiep 26      | 1895             | Café met bovenwoningen | GM 102051 |             |
| Gedempte Zuiderdiep 31      | 1935             | De Faun | GM 102289 |             |
| Gedempte Zuiderdiep 32-34   | 1895             | Bedrijfspand met bovenwoningen | GM 102054 |             |
| Gedempte Zuiderdiep 36      |                  | Woonhuis, verbouwd in 1902 naar ontwerp van P.M.A. Huurman | GM 102055 |             |
| Gedempte Zuiderdiep 38      | 1880             | Woonhuis in eclectische stijl | GM 102056 |             |
| Gedempte Zuiderdiep 39-41   | 1896             | Oorspronkelijk pakhuis in de Bruine Ruiterstraat 16e eeuw, aan Zuiderdiep in 1896 nieuwe gevel in neorenaissancestijl                                                                                        | RM 18437  |             |
| Gedempte Zuiderdiep 40      | 1885             | Woonhuis in een eclectische stijl | RM 485587 |             |
| Gedempte Zuiderdiep 43      | 1901             | Bedrijfspand met bovenwoning in neo-gotische stijl ontworpen door G. Nijhuis | GM 102018 |             |
| Gedempte Zuiderdiep 45      | 1880             | Herenhuis in eclectische bouwstijl | RM 485565 |             |
| Gedempte Zuiderdiep 50      | 1904             | Bedrijfspand met bovenwoning, ontworpen door Y. van der Veen in art-nouveaustijl | GM 102059 |             |
| Gedempte Zuiderdiep 53      | 1910             | Winkel met bovenwoning, ontworpen door Y. van der Veen | GM 102021 | pand rechts |
| Gedempte Zuiderdiep 55      | 1904             | Oorspronkelijk pakhuis met bovenwoning, in art-nouveaustijl | GM 102022 | pand links  |
| Gedempte Zuiderdiep 56      | 1894             | Bedrijfspand met bovenwoning, ontworpen door G. Nijhuis | GM 102062 |             |
| Gedempte Zuiderdiep 62      | 1895             | Woonhuis in eclectische stijl | GM 102065 |             |
| Gedempte Zuiderdiep 63      | 19e eeuw         | Gave winkelpui uit 1925 in art-deco-stijl | GM 102024 |             |
| Gedempte Zuiderdiep 79      | 1910             | Drielaags winkelpand met bovenwoning, winkelpui in jugendstil | GM 102027 |             |
| Gedempte Zuiderdiep 81      | 1910             | Drielaags winkelpand met bovenwoning, winkelpui uit jaren 50 | GM 102028 |             |
| Gedempte Zuiderdiep 83      | 1940             | Zeldzaam voorbeeld van vooroorlogse Delftse School, ontworpen door J.A. Boer | GM 102029 |             |
| Gedempte Zuiderdiep 85      | 17e eeuw         | Oorspronkelijk eenlaags dwarshuis, verdieping 19e eeuw | GM 102030 |             |
| Gedempte Zuiderdiep 87      | 19e eeuw         | Tweelaags woonhuis onder schilddak met houten kroonlijst, op hoek Folkingestraat, | GM 102031 |             |
| Gedempte Zuiderdiep 88      | 1830             | Laatste overblijfsel oude bebouwing, tweelaags pand onder lijstgevel onder zadeldak | GM 102068 |             |
| Gedempte Zuiderdiep 96-98   | 1928             | Dienst Gemeentewerken, ontworpen door S.J. Bouma, beeldhouwwerk van Willem Valk | RM 485594 |             |
| Gedempte Zuiderdiep 100     | 19e eeuw         | Tweelaags woonhuis met lijstgevel onder schilddak | GM 102070 |             |
| Gedempte Zuiderdiep 110-112 | 1908             | Dubbelpand met symmetrische, gespiegelde opzet, drielaags onder plat dak | GM 102075 |             |
| Gedempte Zuiderdiep 113     | 17e eeuw         | Breed tweelaags woonhuis onder schilddak op de hoek Schoolholm | GM 102035 |             |
| Gedempte Zuiderdiep 114     | 19e eeuw         | Tweelaags pand met lijstgevel onder schilddak, houten winkelpui | GM 102076 |             |
| Gedempte Zuiderdiep 116     | 19e eeuw         | Tweelaags pand met houten lijstgevel, met opgemetselde tuitgevel, plat dak met steil voorschild, houten winkelpui                                                                                            | GM 102078 |             |
| Gedempte Zuiderdiep 124     | 19e eeuw         | Tweelaags pand met lijstgevel onder zadeldak op de hoek Driemolendrift | GM 102079 |             |
| Gedempte Zuiderdiep 131     | 19e eeuw         | Tweelaags pand, gemeenschappelijke lijst met nr 133 | GM 102040 |             |
| Gedempte Zuiderdiep 133     | 19e eeuw         | Tweelaags pand, gemeenschappelijk lijst met nr 131. Pand loopt door tot Torenstraat. winkelpui uit jaren 20                                                                                                  | GM 108681 |             |
| Gedempte Zuiderdiep 134     | 17e/18e eeuw     | Eenlaags met zadeldak, karakteristiek voor oorspronkelijke bebouwing aan dit deel van Zuiderdiep | GM 102082 |             |
| Gedempte Zuiderdiep 135     | 19e eeuw         | Smal tweelaags pand met lijstgevel en gemetselde dakkapel | GM 102042 |             |
| Gedempte Zuiderdiep 136     | 17e/18e eeuw     | Eenlaags met zadeldak, bijzonder de vensteromtimmeringen, karakteristiek voor dit deel Zuiderdiep | GM 102083 |             |
| Gedempte Zuiderdiep 137-139 | 1910             | Bankgebouw, ontworpen door A.D.N. van Gendt en G. Nijhuis | RM 485572 |             |
| Gedempte Zuiderdiep 138     | 19e eeuw         | Tweelaags hoekpand met lijstgevel onder afgeplat schilddak, hoek Stationsstraat | GM 102084 |             |
| Gedempte Zuiderdiep 140     | 19e eeuw         | Het Wapen van Groningen, twee laags hoekpand met lijstgevel onder schilddak | GM 102085 |             |
| Gedempte Zuiderdiep 141     | 19e eeuw         | Tweelaags pand met lijstgevel onder schilddak, hoek Munnekeholm | GM 102044 |             |
| Gedempte Zuiderdiep 142     | 19e eeuw         | Eenlags pand onder afgeknot schilddak met houten dakkapel en houten winkelpui | GM 102086 |             |
| Gedempte Zuiderdiep 148     | 19e eeuw         | Tweelaags pnad met lijstgevel, plat dak met steile voor- en zijschilden en balkon, op de hoek Jonkerstraat                                                                                                   | GM 102088 |             |
| Gedempte Zuiderdiep 152     | 1860             | Tweelaags pand onder schilddak in classicistische stijl | GM 102089 |             |
| Gedempte Zuiderdiep 154     | 1937             | Winkel met bovenwoning ontworpen door H.E. Nienhuis in de stijl van Delftse School | GM 102090 |             |

Achter de Muur · 
Akerkhof · 
Akerkstraat · 
Broerstraat · 
Brugstraat ·
Bruine Ruiterstraat ·
Burchtstraat · 
Butjesstraat ·
Carolieweg ·
Coehoornsingel · 
Donkersgang · 
Driften · 
Emmaplein · 
Folkingestraat · 
Folkingedwarsstraat ·
Ganzevoortsingel · 
Gasthuisstraatje ·
Gedempte Kattendiep ·
Gedempte Zuiderdiep ·
Gelkingestraat ·
Grote Kromme Elleboog ·
Grote Markt ·
Guldenstraat ·
Guyotplein ·
Haddingestraat ·
Haddingedwarsstraat ·
Hardewikerstraat ·
Hereplein · 
Herebinnensingel ·
Heresingel ·
Herestraat ·
Hoekstraat ·
Hofstraat ·
Hoge der A ·
Hoogstraatje ·
Jacobijnerstraat ·
Kleine der A ·
Kattenhage ·
Kleine Kromme Elleboog ·
't Klooster ·
Kostersgang ·
Koude Gat ·
Kreupelstraat ·
Kwinkenplein ·
De Laan ·
Lage der A ·
Lopende Diep ·
Lutkenieuwstraat ·
Marktstraat ·
Martinikerkhof ·
Munnekeholm ·
Muurstraat ·
Naberstraat ·
Nieuwe Boteringestraat ·
Nieuwe Ebbingestraat ·
Nieuwe Kerkhof ·
Nieuwe Kijk in 't Jatstraat ·
Nieuwe Markt ·
Nieuwstad ·
Noorderhaven ·
Oosterstraat ·
Ossenmarkt ·
Oude Boteringestraat ·
Oude Ebbingestraat ·
Oude Kijk in 't Jatstraat ·
Papengang ·
Pausgang · 
Pelsterstraat ·
Peperstraat ·
Poelestraat ·
Praediniussingel ·
Rademarkt ·
Radesingel ·
Reitemakersrijge ·
Rode Weeshuisstraat ·
Schoolstraat · 
Schoolholm · 
Schuitemakersstraat ·
Schuitendiep · 
Sieboldsgang · 
Singelstraat · 
Sint Jansstraat ·
Sint Walburgstraat ·
Spilsluizen ·
Stationsstraat ·
Steentilstraat ·
Stoeldraaierstraat · 
Torenstraat · 
Turfstraat ·
Turfsingel ·
Turftorenstraat ·
Ubbo Emmiussingel ·
Vismarkt ·
Visserstraat ·
Waagstraat ·
Zoutstraat ·
Zwanestraat